# Література другої половини XIX століття

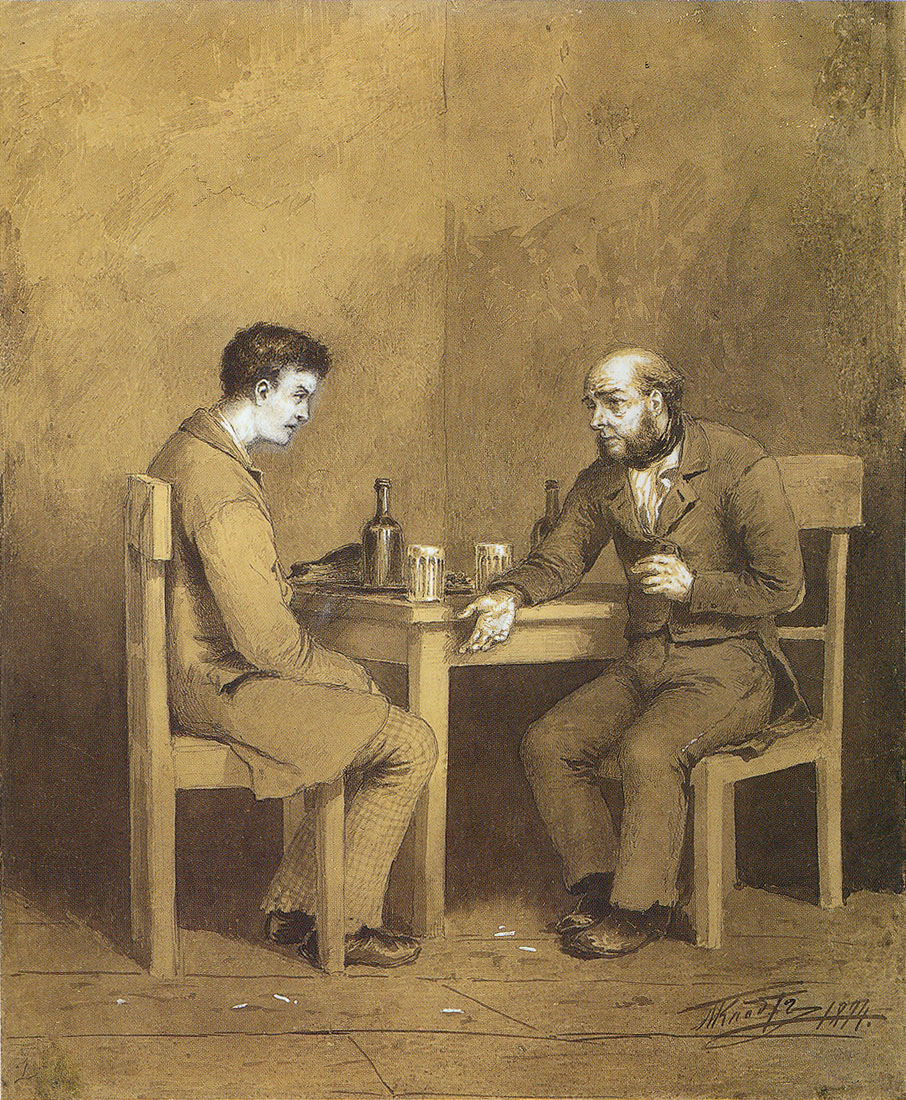

 Література другої половини 19 століття — умовний період в історії літератури від середини 19 століття до 1890-х років. В естетичному аспекті період позначений художньо-зображальною системою реалізму у Західній Європі та Росії, подальшим розвитком романтизму, складним комплексом змішаних романтично-реалістичних систем у країнах Центральної і Південно-Східної Європи, у США, а також течією натуралізму. В більшості країнах Сходу і Африки домінують ідеї просвітництва, але в найрозвиненіших літературах (японська, турецька) проявляються і нові течії романтизму та реалізму. В ідейному вимірі на західну літературу цього періоду значний вплив справила філософія позитивізму, а також тогочасні наукові відкриття, а на літературу Сходу — нові течії
Період характеризується продовженням нерівномірності світового літературного процесу і водночас поглибленням міжлітературних зв'язків, особливо між Заходом і Сходом .
Зазвичай до цього періоду не зараховують передмодерністські течії, що виникали у Західній Європі ще з 1870-х років (символізм), хоч хронологічно вони відносяться до нього.
Період позначений продовженням різноманітних революційних рухів. Завершувались європейські соціальні революції, назріла революційна ситуація в Росії наприкінці 1850-х років, відбулась громадянська війна в США, національне повстання в Індії, тайпінське повстання в Китаї та багато інших антимонархічних та антиколоніальних виступів.
У Західній Європі доба революцій скінчилася на початку 1870-х років, але у Центральній та Східній Європі питання демократичних та національних перетворень продовжували залишатись актуальними. На Сході спроби якихось реформ завершувались нічим, окрім Японії. Наприкінці періоду починають формуватись нові імперії (США, Німеччина, Японія), які вступають у боротьбу зі старими.
Розвиток транспорту зближує колись дуже віддалені частини земної кулі. Зближенню сприяє також активний розвиток світової торгівлі.

## Естетика і поетика

### Вплив науки
У цей період було зроблено багато відкриттів, що спричинили свій вплив і на літературу. На зміну «доби пари» прийшла «доба електрики». Відбулось багато відкриттів у галузі природничих наук (Дарвін, Менделєєв, Пастер, Едісон, Кох), на хвилі яких виникли настрої сподівання швидкого розкриття наукою усіх таємниць природи.

### Світоглядні зміни
Перемоги революцій потягли за собою суттєві світоглядні зміни. Настала своєрідна духовна криза. Зникають пафосні та романтичні настрої, на зміну їм приходить прозаїзація життя, перемога власницьких інтересів. Письменниками й мислителями ця ситуація часто сприймалась як глухий кут, кінець історії, тоді як на попередніх етапах навпаки гостро відчувалась історична динаміка. Виникає відчуття суспільства як неосяжної і незалежної від людини системи, що живе за складними внутрішніми економічними та політичними законами.

### Філософія

#### Позитивізм
У західноєвропейській культурі у цей час виключну роль завоював позитивізм. Він спирався на наукове знання, досягнення науки і техніки, у боротьбі проти решток феодалізму та клерикалізму. З іншого боку позитивізм як філософський напрям ставив за мету емпірично точний опис явищ і відмовлявся від розкриття суттєвих закономірностей дійсності. У позитивізмі можна виявити цікаву суміш грубого матеріалізму та ідеалізму.
У різних країнах позитивізм носив різний характер. У Франції він позиціонувався як суто науковий підхід, що стоїть поза будь-якими суспільними і політичними тенденціями. Водночас, у Скандинавії і Польщі ним намагались обґрунтувати соціальні реформи.

### Кінець віку
Наприкінці століття історичні реалії і розвиток культури у Західній Європі спричинили появі кризових настроїв «кінця віку», явище декадансу тощо. Ці течії пов'язані з активним розвитком ідеалістичної філософії (Ніцше, Бергсон, Шопенгауер). У літературі ці течії настільки сильно відрізнялись від панівного тоді реалізму, що їх прийнято виділяти в окремий період;— літературу межі 19 та 20 століть.

#### Іслам
У багатьох країнах Сходу ідейною основою літератури і суспільного життя в цілому стали нові течії ісламу. Релігія там стала основною цінністю, яка протиставлялась Заходу й допомагала утверджувати самобутність національних літератур.

### Художньо-зображальні системи

#### Просвітництво
Для розвинених літератур Сходу характерні більш чи менш виражені просвітницькі тенденції, що набули тут ряд специфічних особливостей, відмінних від західного Просвітництва. Одним з основних стимулів східної просвіти було усвідомлення необхідності протистояти Європі, що нерідко поєднувалось з антиколоніальними тенденціями. У той же час східні просвітителі намагались вивести свої країни з відсталості, внести в життя останні досягнення європейської науки і техніки. Антифеодальна і, тим більше, антиклерикальна гострота європейського Просвітництва на Сході переважно стиралась, а в пропаганді просвітництва брали активну участь і традиціоналістські кола. Це породжувало такі парадоксальні з європейської точки зору явища, як «королівське просвітництво» в Сіамі, просвітницька діяльність еміра Афганістану тощо. Східна просвіта поєднувалось з релігійним реформаторством, що набирало силу у багатьох країнах. Модернізований іслам розглядався як опора просвітництва у боротьбі проти духовної експансії Заходу.

#### Реалізм
Незважаючи на значну нерівномірність літературного розвитку та велику різноманітність художніх напрямків, для цього періоду можна виділити домінанту літературного процесу — це інтенсивний розвиток реалізму, що по різному проявляється у різному історико-культурному оточенні, але має певні спільні риси.
У цей час формулюються естетичні принципи реалізму як методу і з'являється сам термін «реалізм». Становлення теорії реалізму проходить тепер у ще різкішій, ніж у першій половині століття, полеміці з романтизмом. Західноєвропейський романтизм розглядуваного періоду (Гюстав Флобер, Гі де Мопассан, Томас Гарді) продовжує те глибоке вивчення суспільства, яке розпочали Стендаль, Оноре де Бальзак, Чарлз Діккенс. Зберігається також певний гостросоціальний пафос письменників-реалістів.
У західному реалізмі другої половини століття блискуче продемонстровані усі форми залежності людини від обставин. Це питання розглянуте і в соціальному, і в економічному, і в фізіологічному плані. Можна говорити про вплив досягнень соціальних та природничих наук. Одночасно вплив філософії позитивізму дещо обмежує можливості різнобічного бачення дійсності. Європейські письменники-реалісти цього періоду не змогли показати людину як активну у духовному та інтелектуальному плані особистість.
У більшості західних реалістів цього періоду позитивне начало втілено у вигляді приниженої краси, розтоптаної доброчесності. Така концепція людини диктувалась недовірою до людської активності та песимістичними уявленнями про її результати. У творчості окремих реалістів (як і, згодом, натуралістів) проявляється естетизація огидного, хворобливого. Проблема естетизму, що тісно вплітається в реалістичну концепцію мистецтва й породжена переважно відразою до прозаїчного та бездуховного суспільства, також надзвичайно важлива для ряду реалістів даного етапу. З цим пов'язаний певною мірою той особливий акцент на проблемі стилю, який був характерний для багатьох письменників (Гюстав Флобер, брати Гонкур).
У західноєвропейському реалізмі розширяється сфера художнього, у неї включається життя демократичних прошарків суспільства і багато явищ дійсності, що в минулому вважались «низькими». Реалізм значно збагачується тонким аналізом невловимих переливів внутрішнього світу людини, а також його фізичної природи. До новаторських відкриттів відноситься специфіка зображення предметно-чуттєвого світу, виключне вміння втілювати «індивідуальність» кожного предмету, атмосферу навколо персонажів, обстановку, видимі ознаки поведінки героїв. У літературі були здійснені відкриття, схожі до тих, котрими збагатили живопис імпресіоністи.
Ці зміни відобразились передовсім у поетиці провідного в реалізму того часу жанру — роману (наприклад, зміна фабули роману, побудова його як «історії життя», що втілювало його саморух, не піддавалось впорядкуванню). Реалістам другої половини 19 століття життєподібність у сенсі буденності характерна у значно більшій мірі, ніж письменникам першої половини століття. Менш характерними стають загострення образу, гротеск, перебільшення.

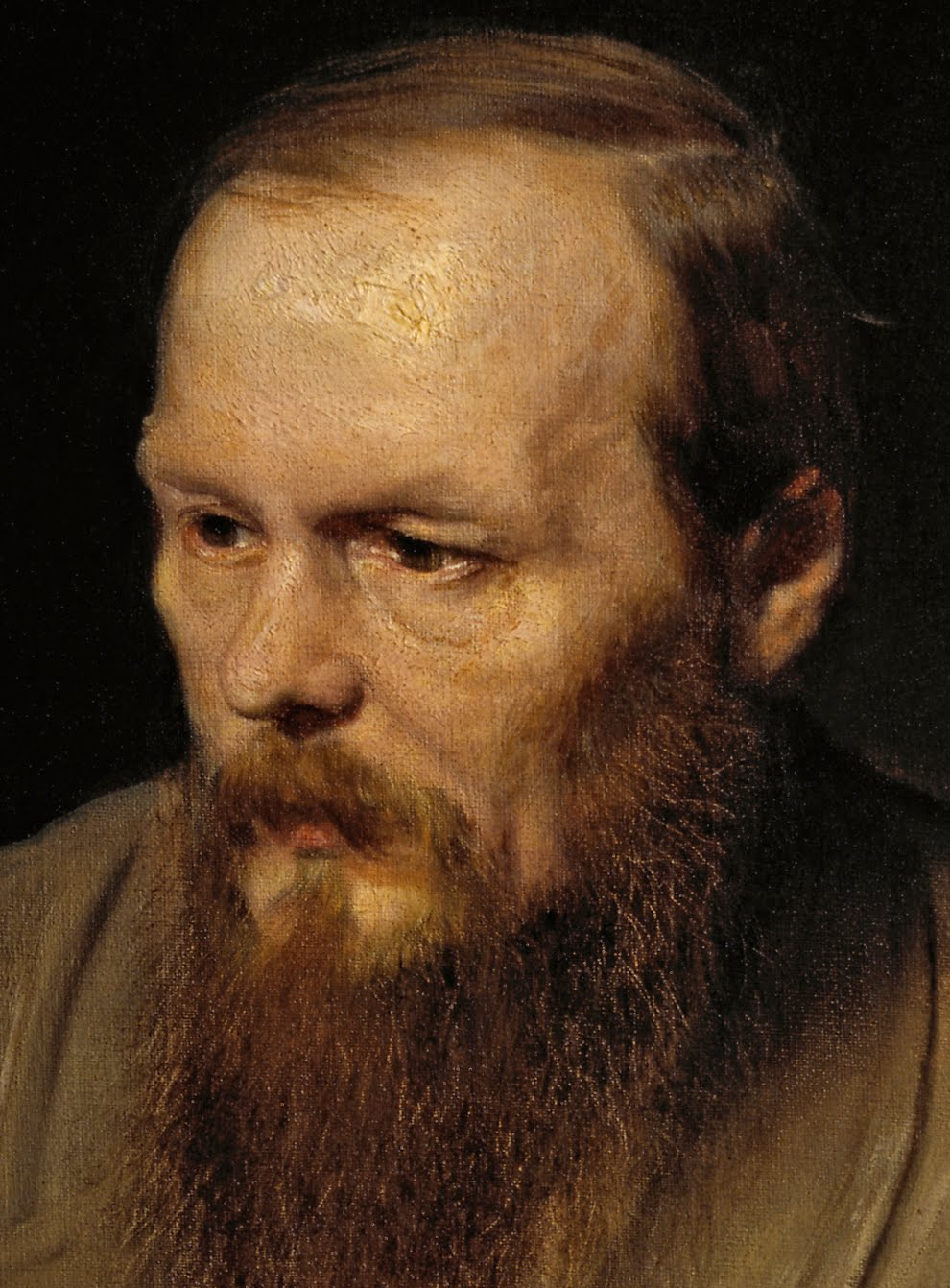
Федір Достоєвський

Реалізм у Росії дещо відрізнявся від західноєвропейського. У цей період російська література стає однією з найрозвиненіших у світі, що в наступні періоди частково втрачається. У Росії формується тип письменника-громадянина, який бере активну участь у різних соціально-політичних перипетіях, а часто і в революційній боротьбі (Олександр Герцен, Микола Чернишевський), чиї твори включаються в широкі суспільні дискусії (Іван Тургенєв, Іван Гончаров, Олександр Островський, Лев Толстой, Федір Достоєвський). Для російського реалізму характерна масштабність проблематики, прагнення осягти характер всесвітньо-історичного розвитку. Російський роман досягає високого рівня майстерності у розкритті нечітких, ледь усвідомлених душевних порухів (внутрішній монолог Толстого). Виникає складний поліфонічний роман (Достоєвський), що передбачить розвиток ідей діалогізму у 20 столітті. На передній план творів виходить духовна боротьба особистостей, якій надається одночасно всесвітньо-історичного сенсу. Герой несе повну моральну відповідальність за свої вчинки, що рідко бувало у західноєвропейському реалізмі. Також персонажі не органічно вписуються у дійсність, а перебувають у активній конфронтації з нею. Значення російської літератури цього періоду підтверджується її великим успіхом на Заході, конкретними фактами впливу на західні та східні літератури.
Розвивається реалізм і в інших країнах Південно-Східної Європи. Тут не було таких значних досягнень, як в російській літературі, але існували помітні постаті (І. Франко, І. Чавчавадзе, А.Церетелі, М.Налбандян, М.Ахундов).

#### Натуралізм

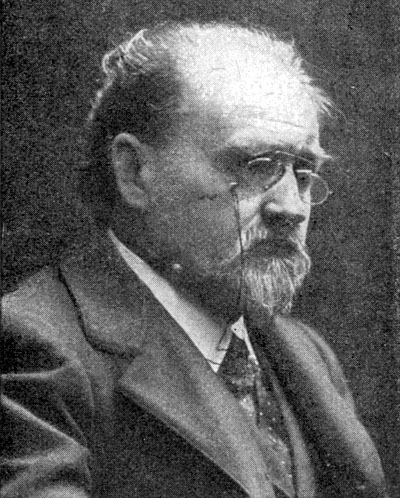
Еміль Золя

У натуралізмі були гіпертрофовані окремі сторони творчості західноєвропейських письменників-реалістів тієї доби. Натуралізм декларував вірність реальності, наукову об'єктивність, виходячи з принципів опису, класифікації явищ, прийнятих у позитивізмі, що був його філософською базою. Напрямок відходить від типізації, відбору, що значно ускладнює для нього здатність проникати у сутність зображуваного й художньо осмислювати значні закономірності дійсності.
У творчості натуралістів принцип детермінованості особистості носить переважно фізіологічний характер: нездоланний вплив соціального середовища ускладнюється таким же нездоланним впливом спадковості. Детальне зображення огидного і патологічного іноді перетворюється на самоціль, як і ставка на факти.
Самі натуралісти вважали себе продовжувачами реалістичної традиції, але, як вважають окремі літературознавці, «правовірний» натуралізм, по суті, пориває з реалізмом. Творчість основоположника та теоретика натуралізму Е. Золя, як і ряду інших крупних письменників, що вважали себе натуралістами, часто не вміщується у жорсткі рамки натуралістичних теорій.
Значення натуралістичних напрямків, що отримали широке поширення в Європі та за її межами, у різних національних літературах було неоднаковим. Найбільш чітко традиційні риси натуралізму проявились у Франції. Німецький натуралізм зіграв свою роль у подоланні занепаду та провінціалізму, що проявились у німецькій літературі другої половини століття. Творчість Гергарта Гауптмана важко обмежити рамками натуралізму. В Англії роль натуралізму була невеликою. Розвиток натуралізму у США відноситься до пізнішого періоду. У процесі його розвитку у натуралізмі перемогли епігонські тенденції, доктрина здолала живий розвиток. Новий підйом реалізму в західноєвропейських літературах на межі століть тісно пов'язаний з активною боротьбою проти натуралізму.

#### Романтизм
Хоч у цей період визначальним є художньо-зображальна система реалізму, але не переривається становлення і розвиток літератури романтизму. Останній найінтенсивніше розвивається у країнах, для яких було характерне пізніше формування реалізму. Чітко розмежувати ці два напрями неможливо, бо хронологічно вони співіснували.
У західноєвропейських літературах романтизм відіграє у цей період важливу роль у загальній зміні напрямків: творам романтиків нерідко властива відверта тенденційність, активний гуманізм та натхненність ідеалом, нехарактерні для реалізму цією доби. Романтиків вирізняє більша тяга до масштабних питань долі людства, зокрема постановка проблеми народу (Віктор Гюго). До романтизму звертаються письменники, котрі безпосередньо виражають ідеї національно-визвольної боротьби (аболіціоністська література США, італійське Рісорджименто, окремі письменники Центральної і Південно-Східної Європи).
Романтичний метод зазнає у цей період більшої чи меншої трансформації у залежності від ступеня розвитку реалізму і загалом від ситуації у кожній літературі. Так, у романах Віктора Гюго можна знайти вплив реалізму і в зображенні середовища, і у широкій епічності.

#### Поєднання напрямків
Реалістичні і романтичні тенденції досить тісно сплітаються у німецькій та австрійській літературі.
Своєрідне співвідношення реалізму та романтизму у літературах країн, розвиток яких у минулому був через ті чи інші історичні причини затриманий, а тепер стає інтенсивніший. Для них характерний прискорений процес розвитку художньої свідомості, якому, особливо у цей період, більше властива синхронність та взаємопроникність літературних напрямків, аніж їхня послідовність.
У Європі подібний тип становлення реалізму проявляється в італійській, іспанській, нідерландській, бельгійській, частково у скандинавських літературах та в регіоні Центральної і Південно-Східної Європи. Елементи цього ж типу розвитку можна віднайти у літературах Латинської Америки, в деяких національних літературах Російської імперії та в ряді східних літератур. Своєрідна видозміна цих тенденцій наявна і в літературі США, де романтичне начало присутнє навіть у творах Марка Твена.
У літературах такого типу з'являються значні митці, що внесли оригінальний та значний вклад у світовий літературний процес. Виключно оригінальна видозміна романтичної традиції у поєднанні з сильним реалістичним та фольклорним началом робить Волта Вітмена одним з основоположників новітньої поезії.
У прозі таких літератур характерний інтерес до минулого, проявляється строкатий народний епос, забарвлений в романтичні тони (Гальдос, Шарль де Костер) або особливий вид історичного роману, пов'язаного з національно-визвольною боротьбою (Генрик Сенкевич, Їрасек, Шеноа, Вазов, латиноамериканські історичні романи). Романтичні тенденції нерідко сильні і в романі про сучасність (чилієць Альберто Блест Гана). В окремих літературах подібного типу розвиток роману ближчий до російського, ніж до західноєвропейського (польська, норвезька). Натуралізм тут, як правило, сприймається менш інтенсивно.
Часто той соціальний та художній зміст, котрий в інших літературах міститься у цей період переважно у прозі, тут знаходиться передовсім у поезії. У поемах та циклах віршів нерідко розкриваються суттєві конфлікти сучасної дійсності та ставляться масштабні соціально-історичні проблеми. У більшості подібних творів відсутній або відступає на задній план романтичний герой, поети відходять від романтичної образності і мають реалістичне бачення світу.
У той же час у поезії продовжуються традиції романтизму з його пафосом високого ідеалу, національно-визвольними ідеями та прагненням до осягнення національних доль. Ці риси характерні для поезії П. Неруди, С. Чеха, Я. Вхлицького, К. Норвіда, І. Вазова, Я. Араня, М. Емінеску.
Окремі літератури Сходу, що вирізняються у цей період великою нерівномірністю розвитку, також характеризуються явищами художнього симбіозу. Так, у ряді східних літератур просвітницька художня свідомість тісно переплітається з художньою свідомістю романтизму. Становлення реалізму (Японія) протікає також у формах вищезгаданого типу.

#### Передмодернізм

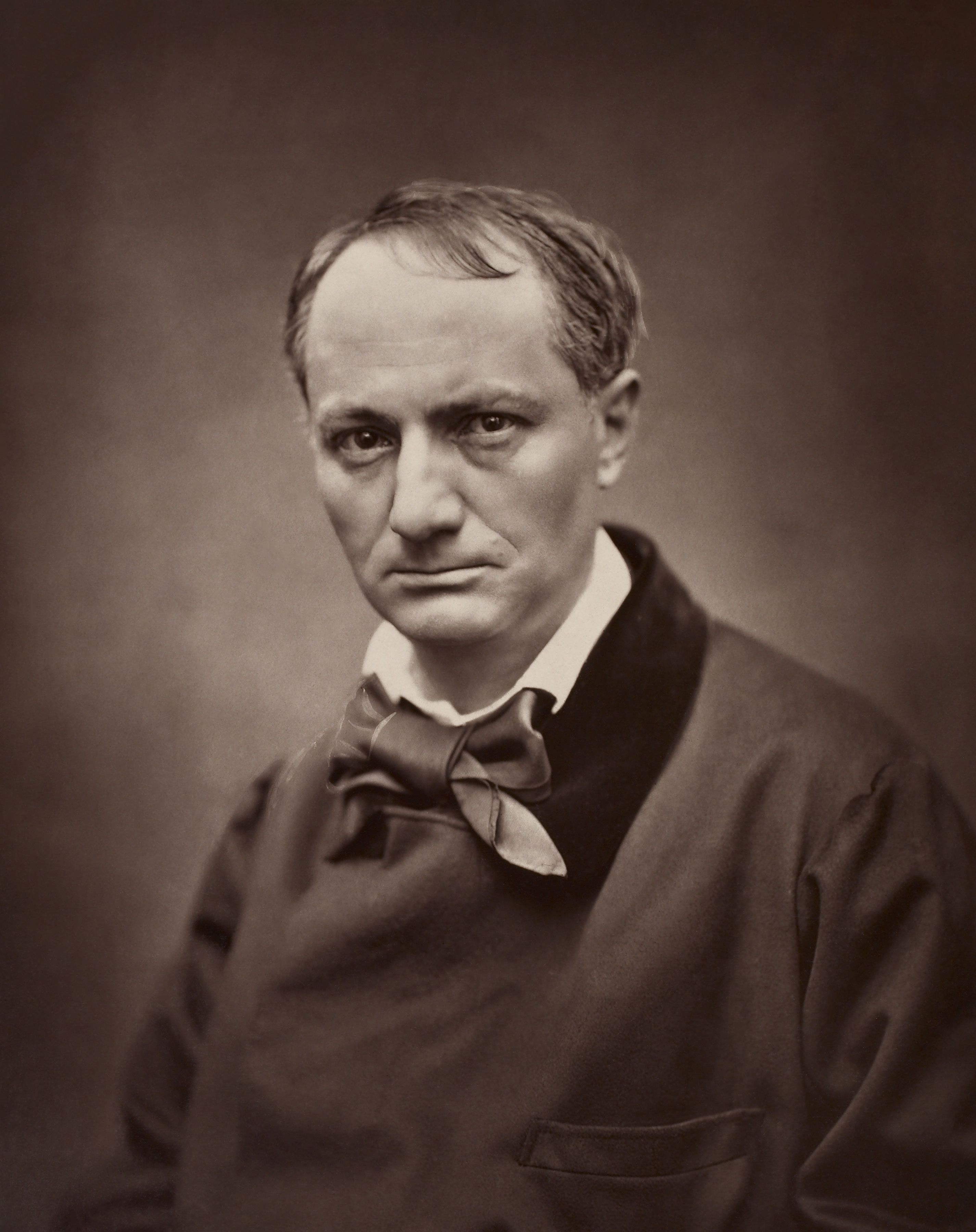
Шарль Бодлер

Досить складний комплекс являють собою нові нереалістичні течії кінця століття, точніше його останньої третини. Сукупність цих напрямків часто називають передмодернізмом.
Варто мати на увазі, що грані між цими напрямками нерідко були умовними. У цих напрямках найчастіше проявлялась реакція на натуралізм і позитивізм. Водночас у них знаходилась не тільки полеміка з позитивізмом, а й зв'язок з ним: песимістична картина світу, сповненого бруду, бідності, страждань, зокрема картина великого міста часто була близька до створеного натуралістами. Були і зворотні впливи — пристрасть Е. Золя до символів. Суттєвим також був вплив романтизму на багато напрямків такого типу. Водночас це інша художня система. У ній немає титанічних образів і пристрасті. Романтична особистість — місце зосередження духовних багатств і найвищі ідеали піддаються скептичному перегляду, причому скепсис пронизує все, проникає і в саме уявлення про цінності. Творчість поетів, пов'язаних з цими напрямками, забарвлена в тони безнадійного песимізму або холодного естетизму (парнасці). Декаданс, який відбитий у творах цих письменників, не є художнім напрямком, це своєрідне світовідчуття, що об'єднує представників різних течій.
Відчуття неблагополуччя світу, трагедійності буття пронизує творчість багатьох з цих митців, що здійснили значні естетичні відкриття. В окремих представників цих течій художня практика нерідко виявлялась у суперечності з декадентськими естетичними теоріями. Вони почали ту видозміну вірша, котра тривала у 20 столітті, звільняли поезію від багатьох застарілих тенденцій, що обмежували вірш і сходили до традицій раціоналістичної риторики. Ключові особистості цієї літератури — французькі поети Шарль Бодлер, Поль Верлен, Артюр Рембо.
Хоч хронологічно ці течії (принаймні, у французькій літературі) відносяться до літератури другої половини 19 століття, але зазвичай у літературознавстві їх прийнято зараховувати до окремого періоду історії літератури — межі 19 і 20 століття, що історично завершується Першою світовою війною, й знаменує новий етап розвитку світової літератури.

## Особливості світового літературного процесу

### Різнорідність літератури
Як і в попередній період літературна карта світу дуже різноманітна. Різко проявляється нерівномірність розвитку, пов'язана з прискоренням літературного процесу. Лише наприкінці періоду можна говорити про тенденцію до більшої синхронізації літератур, що явно виявиться лише в наступному столітті.
Одним з проявів нерівномірності літературного розвитку стало висування на передній план літератур, які в минулому не здійснювали визначального впливу на хід світового літературного процесу. Це передовсім відноситься до російської літератури, яка досягла у цей період свого найвищого розквіту і почала відігравати суттєву роль у світовому літературному процесі. Суттєвий ривок зробила і норвезька література.
Особливо активно література розвивалась у Західній Європі (Франція) та Америці (США). У низці східних літератур також спостерігається прискорення літературного процесу у порівнянні з попереднім періодом (японська, бенгальська, турецька літератури). Однак у більшості азіатських та північноафриканських літератур перехід до нового типу літератури відбувався поступово і протягом тривалого часу.
На Сході відхід від середньовічного типу літератури проявлявся у перебудові жанрової системи, змінювалась ієрархія традиційних жанрів, зароджувались нові для тієї чи іншої національної літератури (зокрема, сучасні драми і романи, окремі поетичні жанри на Близькому Сході). Для цього процесу характерні непослідовність, повернення до минулого, відступлення від здобутків, співіснування у системі жанрів різностадіальних явищ. У цілому прозові жанри витісняють поетичні, окрім Китаю, де поезія модернізується і займає провідні позиції.
Тривають оновлення та демократизація мови літератури, що проявляються передовсім у її спрощенні та осучасненні, більш чи менш інтенсивному внесенню у літературу елементів діалекту. Велику роль у цьому відіграє публіцистика, вплив якої був великий у більшості східних країн.

### Міжлітературні зв'язки
Однією з найважливіших особливостей цього періоду були інтенсивні та широкі літературні зв'язки та їхній якісно новий характер. Ці зв'язки були фактом не лише світового літературного процесу, а й кожної конкретної національної літератури.
Вперше у світові міжлітературні зв'язки був втягнутий Схід. При цьому тут йшло посилення не стільки внутрішніх регіональних зв'язків, як міжрегіональних. Східні літератури активно сприймають європейський досвід, зростає кількість перекладів та різноманітних адаптацій. Схід шукає на Заході зразки для наслідування, для стимулювання власного літературного розвитку, що нерідко призводить до еклектизму, змішування елементів різних методів. Вплив Заходу проявляється і в критичній та теоретико-літературній думці Сходу.

### Універсальне і самобутнє
Більшість літератур у цей час характеризуються двома взаємопов'язаними тенденціями: виявленням національного обличчя й поглибленням самобутності літератури та процесом її включення в систему міжлітературних зв'язків. Зокрема, ідея національної своєрідності в країнах Латинської Америки, що включала утвердження політичного та культурного самовизначення колишніх колоній, поєднується з «європеїзмом», прагненням включити латиноамериканські літератури у світовий літературний процес. Такі ж тенденції були присутні у країнах Центральної і Південно-Східної Європи. У країнах Африки та Сходу прагнення використовувати досягнення європейської науки і техніки поєднується з тенденціями протиставити європейській технічній цивілізації східну духовність.
На відміну від попереднього періоду, більша увага приділяється саме включенню у світовий літературний процес. Національне самовизначення більшості значних літератур вже завершилось.

### Мова
У другій половині 19 століття продовжується боротьба за створення національних літератур рідною мовою (фінська, ісландська, багато східних літератур). Посилення в західноєвропейських країнах тенденції до державної єдності та централізації, нівелювання традиційних регіональних звичаїв і особливостей, викликають у ряді літератур регіональні течії (Німеччина, США). Також у деяких країнах активно розвиваються різномовні літератури. Це відноситься не лише до Австро-Угорщини, де існували мало чим пов'язані національні літератури, а й до таких країн як Франція (правансальська література), Швейцарія, Іспанія, Канада.

## Регіональні літератури
Як і в попередній період західноєвропейські літератури об'єднує схожість літературного процесу, хоча й присутня значна нерівномірність. У літературах Центральної і Південно-Східної Європи також проявляються схожі риси, породжені близькістю історичного розвитку цих країн, важливою роллю національно-визвольного руху. У літературі США з одного боку з'являється багато рис, що зближують її з літературами Західної Європи, а з іншого — формується її самобутність, спостерігається певна спорідненість з літературами Канади й Австралії. Літератури Латинської Америки об'єднує спільність проблематики, своєрідність традицій та історичної ситуації, подолання наслідків колоніального періоду.
Особливою зоною є літератури країн Сходу та Африки. Нерівномірність економічного та соціально-політичного розвитку обумовила значну різницю і в рівні, і в темпах розвитку східних та африканських літератур. За стадіально-типологічним принципом вони можуть бути поділені на три групи:
1. літератури середньовічного типу, що продовжують поступальний рух у рамках старої системи (наприклад, бірманська, тайська, ефіопська та літератури африканських країн на південь від Сахари);
2. літератури, у котрих чітко визначились ознаки нової літературної системи і почався процес переходу від середньовічних до нових методів творчості (багато літератур Близького, Середнього Сходу та інших регіонів);
3. літератури, що найбільше просунулися на шляху освоєння нових художніх методів, зокрема реалізму (наприклад, японська і турецька).

## Основні представники і твори

### Західна Європа
- Англійська література
  - Чарлз Діккенс (Charles Dickens) 1812 — 1870
    - Посмертні записки Піквікського клубу (The Posthumous Papers of the Pickwick Club)
    - Пригоди Олівера Твіста (The Adventures of Oliver Twist)
    - Домбі та син (Dealing with the Firm of Dombey and Son)
    - Девід Коперфілд (The Personal History of David Copperfield)
    - Холодний дім (Bleak House)
    - Тяжкі часи (Hard Times)
    - Великі сподівання (Great Expextations)

  - Томас Майн Рід (Thomas Mayne Reid) 1818 — 1883
    - Білий вождь. Північноамериканська легенда (The White Chief: A legend of Northern Mexico)
    - Квартеронка, або Пригоди на Дальньому Заході (The Quadroon; or, A Lover's Adventures in Louisiana)
    - Оцеола, вождь семінолів. Повість про країну квітів (Oceola the Seminole)
    - Вершник без голови (The Headless Horseman: a Strange Tale of Texas)

  - Джордж Еліот (George Eliot) 1818 — 1880
    - Мідлмарч (Middlemarch)

  - Вілкі Коллінз (Wilkie Collins) 1824 — 1889
    - Жінка у білому (The Woman in White)
    - Місячний камінь (The Moonstone)

  - Льюїс Керролл (Lewis Carroll) 1832 — 1898
    - Аліса в Країні Чудес (Alice's Adventures in Wonderland)
    - Аліса в Задзеркаллі (Through the Lookin-Glass and What Alice Found There)

  - Томас Гарді (Thomas Hardy) 1840 — 1928
    - Тесс із роду д'Ербервіллів (Tess of the d'Urbervilles. A Pure Woman Faithfully Presented)

  - Роберт Льюїс Стівенсон (Robert Louis Balfour Stevenson) 1850 — 1894
    - Острів скарбів (Treasure Island)
    - Чорна стріла (The Black Arrow)
- Бельгійська література
  - Шарль Де Костер (Charles de Coster) 1827 — 1879
    - Легенда про Уленшпігеля
- Датська література
  - Єнс Петер Якобсен (Jens Peter Jacobsen) 1847 — 1885
    - Нільс Люне (Niels Lyhne)
- Італійська література
  - Алессандро Мандзоні (Alessandro Manzoni) 1785 — 1873
    - Заручені (I promessi sposi: Storia milanese del secolo XVII scoperta е rifatta dal suo editore)
- Німецька література
  - Гергарт Гауптман (Gerhart Hauptmann) 1862 — 1946
    - Перед заходом сонця (Vor Sonnenaufgang)
    - Ткачі (Die Weber)
    - Затонулий дзвін (Die versunkene Glocke)
- Норвезька література
  - Генрік Ібсен (Henrik Ibsen) 1828 — 1906
    - Бранд (Brand)
    - Пер Гюнт (Peer Gynt)
    - Ляльковий дім (Et duldcehjem)
    - Привиди (Gengangere)
    - Дика качка (Vildanden)
- Французька література
  - Віктор Гюго (Victor Hugo) 1802 — 1885
    - Ернані (Hernani)
    - Собор Паризької Богоматері (Notre-Dame de Paris)
    - Знедолені (Les miserables)
    - Дев'яносто третій рік (Quatrevingt-treize)

  - Александр Дюма (батько) (Alexandre Dumas) 1802 — 1870
    - Три мушкетери (Les trois mousquetaires)
    - Двадцять років потому (Vingt ans apres)
    - Граф Монте-Крісто (Le comte de Monte-Cristo)
    - Королева Марго (La reine Margot)
    - Віконт де Бражелон, або Десять років потому (Le viconte de Bragelonne, ou Dix ans apres)

  - Проспер Меріме (Prosper Merimee) 1803 — 1870
    - Хроніка царювання Карла IX (Chronique du renge de Charles IX)
    - Кармен (Carmen)

  - Жорж Санд (Georges Sande) 1804 — 1876
    - Індіана (Indiana)
    - Консуело (Consuelo)
    - Opac (Horace)

  - Теофіль Готьє (Theophile Gauthier) 1811 — 1872
    - Капітан Фракас (Le Capitaine Fracasse)

  - Гюстав Флобер (Gustave Flaubert) 1821 — 1880
    - Пані Боварі (Madame Bovary. Meurs de province)
    - Саламбо (Salambo)
    - Виховання почуттів (L'education sentimentale)

  - Едмон і Жуль де Гонкур (Edmond et Jules de Goncourt) 1822 — 1896; 1830—1870
    - Жерміні Ласерте (Germinie Lacerteux)

  - Жуль Верн (Jules Verne) 1828 — 1905
    - Діти капітана Гранта (Les enfants du capitaine Grant)
    - Таємничий острів (L'ile mysterieuse)
    - П'ятнадцятирічний капітан (Un capitaine de quinze ans)

  - Еміль Золя (Emile Zola) 1840 — 1902
    - Черево Парижа (Le ventre de Paris)
    - Нана (Nana)
    - Жерміналь (Germinal)
    - Творчість (L'oeuvre)

  - Альфонс Доде (Alphonse Daudet) 1840 — 1897
    - Незвичайні пригоди Тартарена з Тараскона (Aventures prodigieuses de Tartarin de Tarascon)

  - Гі де Мопассан (Guy de Maupassant) 1850 — 1893
    - Життя (Une Vie)
    - Любий друг (Bel-ami)
- Шведська література
  - Август Стріндберг (August Strindberg) 1849 — 1912
    - Червона кімната
    - Батько (Fadren)
    - Фрекен Юлія (Froken Julie)
    - Ерік XIV (Erik XIV)
- Швейцарська література
  - Готфрід Келлер (Gottfried Keller) 1819 — 1890
    - Зелений Генріх (Der grune Heinrich)

  - Конрад Фердінанд Меєр (Conrad Ferdinand Meyer) 1825 — 1898
    - Юрг Єнач (Jurg Jenatsch. Eine Bundnergeschichte)

### Центральна і Південно-Східна Європа
- Австрійська література

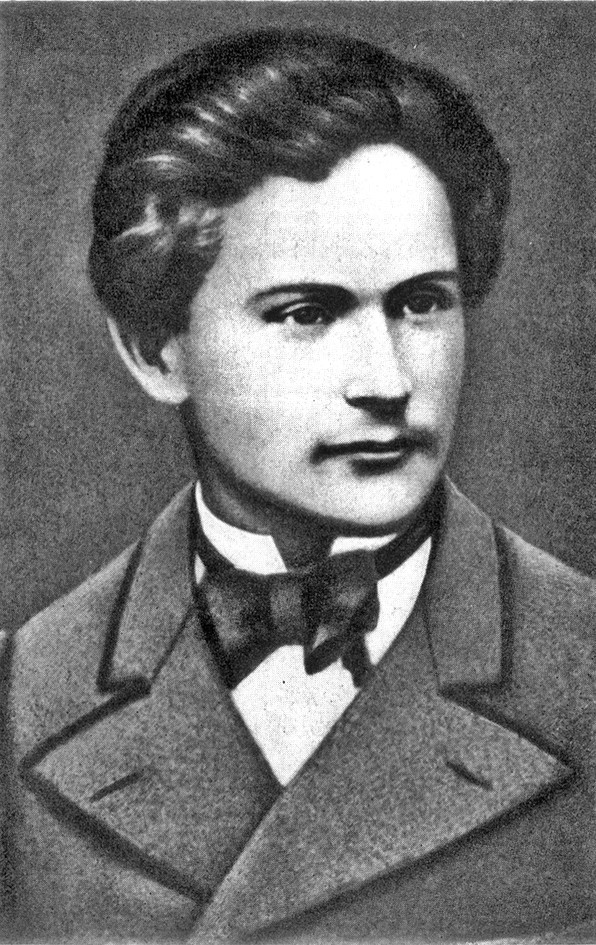
Іван Франко у молодості

  - Леопольд фон Захер-Мазох (Leopold von Sacher-Masoch) 1836 — 1895
    - Венера в хутрі (Venus im Pelz)
- Польська література
  - Еліза Ожешко (Eliza Orzeszkowa) 1841 — 1910
    - Над Німаном (Nad Niemnem)

  - Генрик Сенкевич (Henryk Sienkiewicz) 1846 — 1916
    - Вогнем і мечем (Ogniem i mieczem)
    - Потоп (Potop)
    - Камо грядеши? (Quo vadis?)

  - Болеслав Прус (Bolesław Prus) 1847 — 1912
    - Лялька (Lalka)
    - Фараон (Faraon)
- Російська література
  - Іван Тургенєв
  - Іван Гончаров
  - Олександр Островський
  - Михайло Салтиков-Щедрін
  - Федір Достоєвський
  - Микола Лєсков
  - Лев Толстой
- Українська література
  - Марко Вовчок
  - Юрій Федькович
  - Михайло Старицький
  - Панас Мирний
  - Іван Франко
  - Борис Грінченко
- Чеська література
  - Алоїс Їрасек (Alais lirasek) 1851 — 1930
    - Песиголовці (Psohlawci)

### Америка
- США
  - Генрі Лонгфелло (Henry Longfellow) 1807 — 1882
    - Пісня про Гайавату (The Song of Hiawatha)

  - Гаррієт Бічер-Стоу (Harriet Beecher Stowe) 1811 — 1896
    - Хатина дядька Тома (Uncle Tom's cabin)

  - Герман Мелвілл (Herman Melville) 1819 — 1891
    - Тайпі (Турее)
    - Білий Бушлат (White Jacket or The world in a man-of-war)
    - Мобі Дік, або Білий Кит (Moby Dick or The White Whale)

  - Марк Твен (Mark Twain) 1835 — 1910
    - Пригоди Тома Сойєра (The adventures of Tom Sawyer)
    - Принц і злидар (The prince and the pauper)
    - Пригоди Гекльбері Фінна (The adventures of Hudkleberry Finn)
    - Янкі з Коннектикуту при дворі короля Артура (A Connecticut yankee in King Arthur's court)

  - Френсіс Брет Гарт (Francis Bret Harte) 1836 — 1902
    - Габріел Конрой (Gabriel Conroy)

  - Генрі Джеймс (Henry James) 1843 — 1916
    - Європейці (The Europeans)
    - Дейзі Міллер (Daisy Miller)
    - Жіночий портрет (The Portrait of a Lady)
    - Листи Асперна (The Aspern papers)

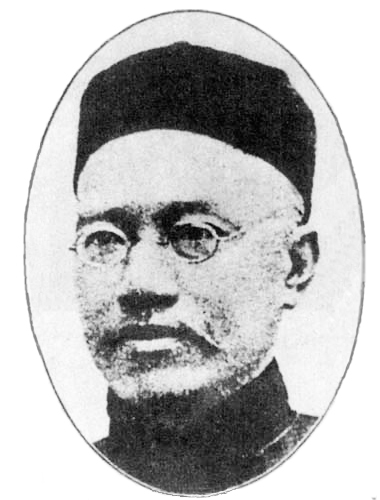
Ян Фу

  - Волт Вітмен

### Азія
- Японська література
  - Ікку Їппенса
- Індійська література
  - Шарат Чандра Шаттерджі
  - Дінобондху Мітро
  - Упендранатх Даш
- Китайська література
  - Ян Фу
  - Лін Шу
  - Ліу Є